# Водонос

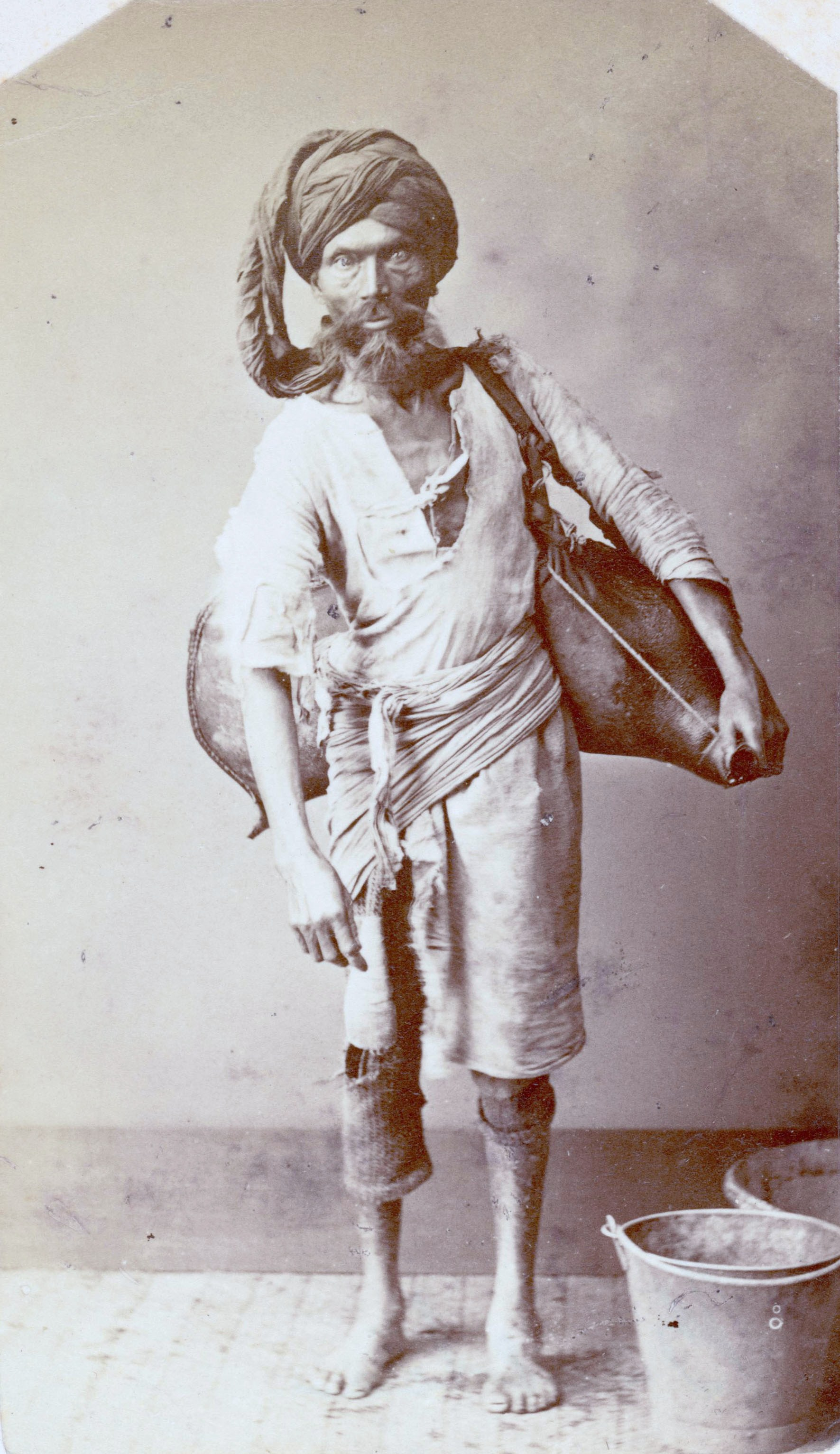
Водонос у Індії.

Водонос, також возивода, водовоз, водовіз — професія, що існувала до появи системи центрального водопостачання. Водоноси набирали воду в джерелі (річці, криниці, з водокачки тощо) і розносили або розвозили її по домівках.
Поява водопроводів не знищила професію одразу. Лондонські водоноси продовжували набирати воду з річки до 14 століття, попри існування водопроводу. В Петербурзі в сер. 19 століття працювало 37 водокачок, від яких водоноси розносили воду у відрах по домівках.
В Китаї початку 20 ст. все ще залишалося більше тисячі водоносів. Вони не тільки виконували свої обов'язки, а й допомагалаи літнім та хворим людям, які не могли дбати про себе.

## Галерея

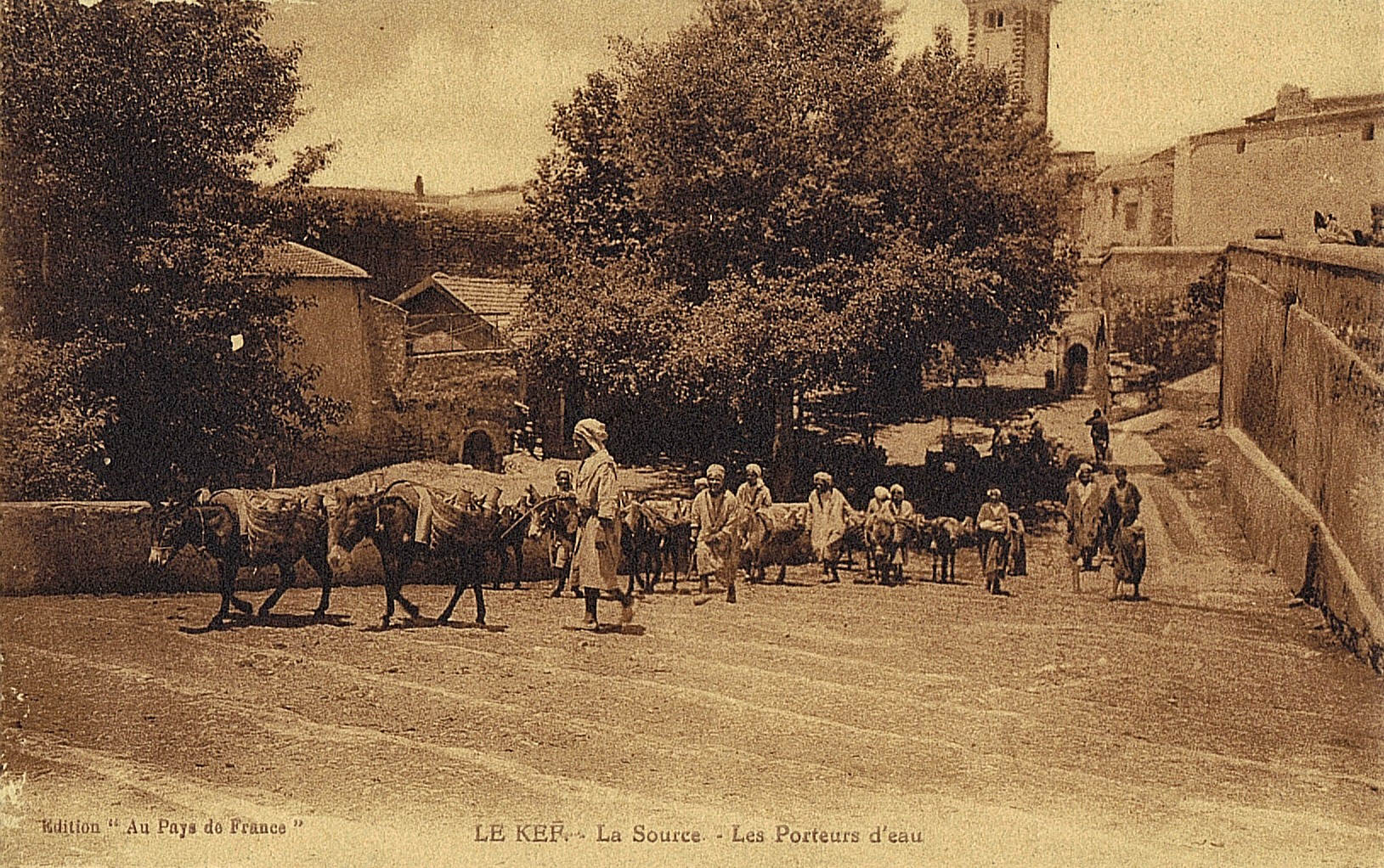
Туніс, початок 20 ст.
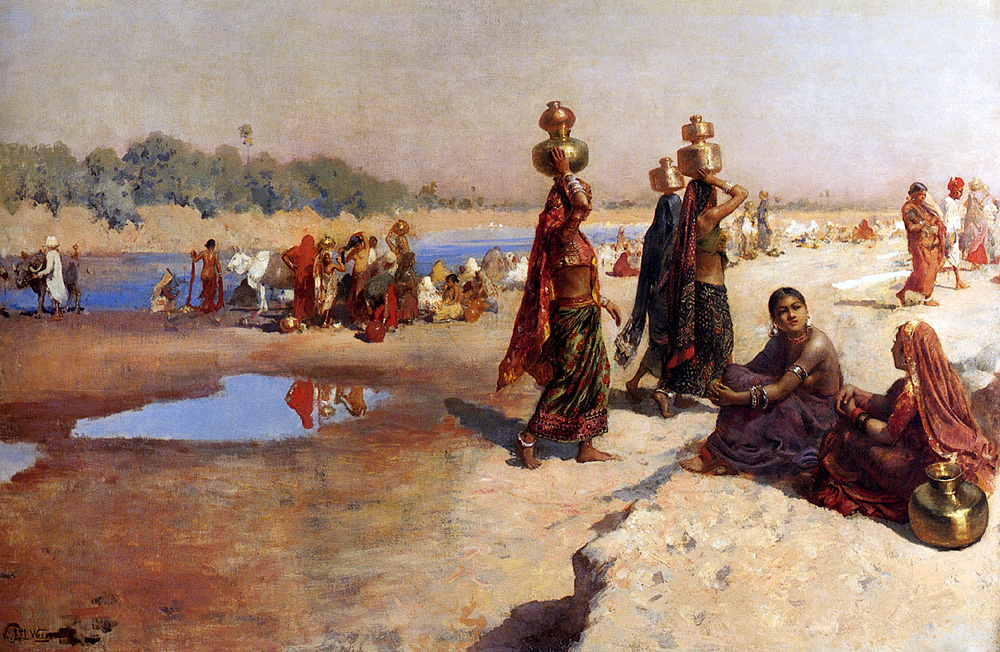
Водоноси в Ґанґу, початок 20 ст.
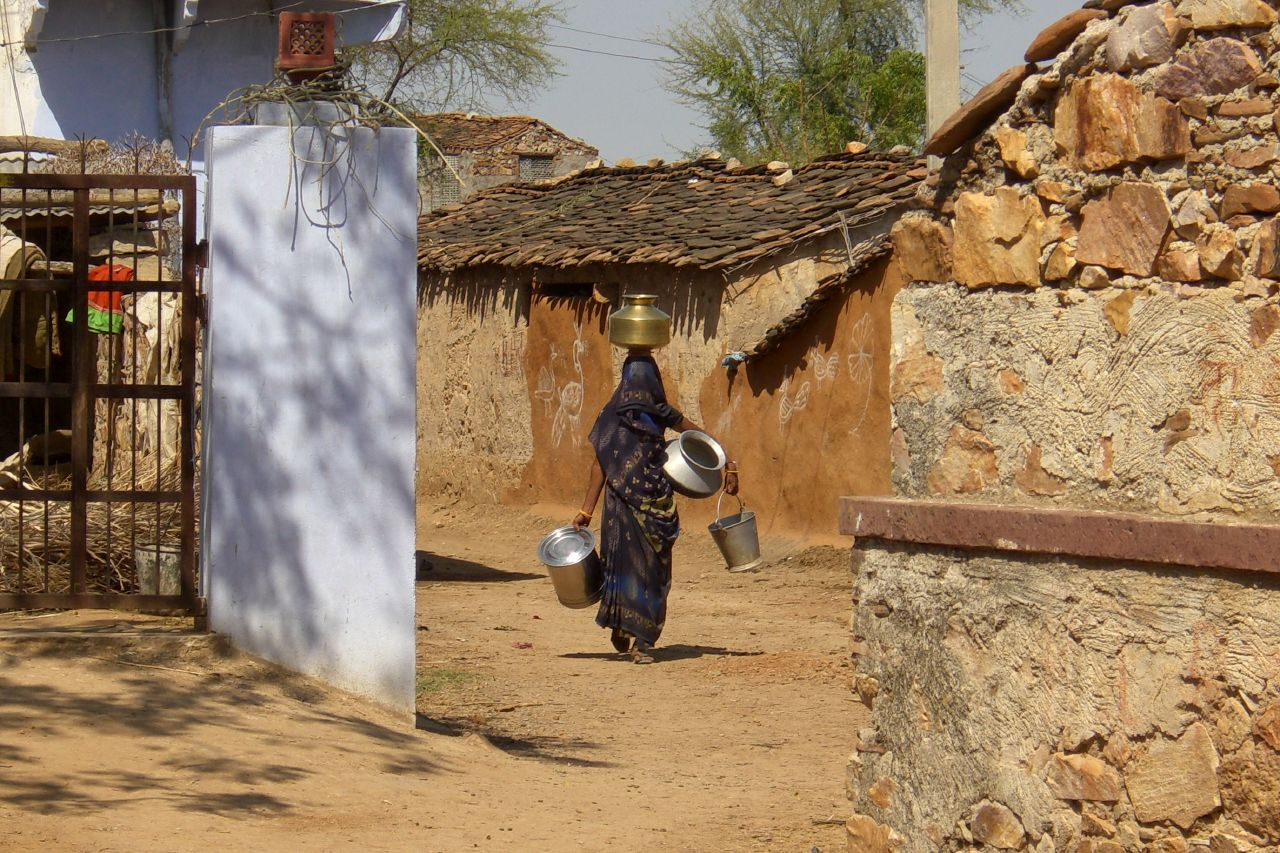
Раджастан, 2006
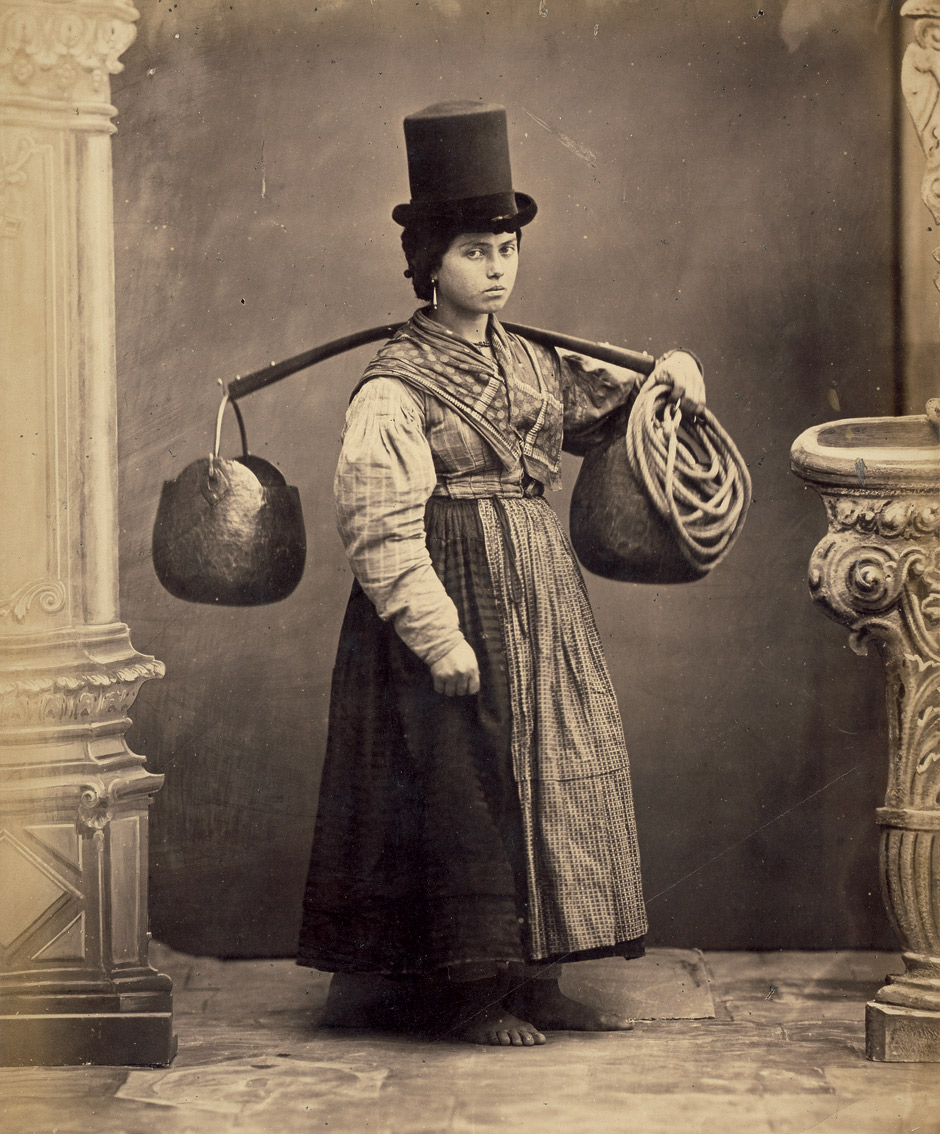
Венеція, 19 ст.
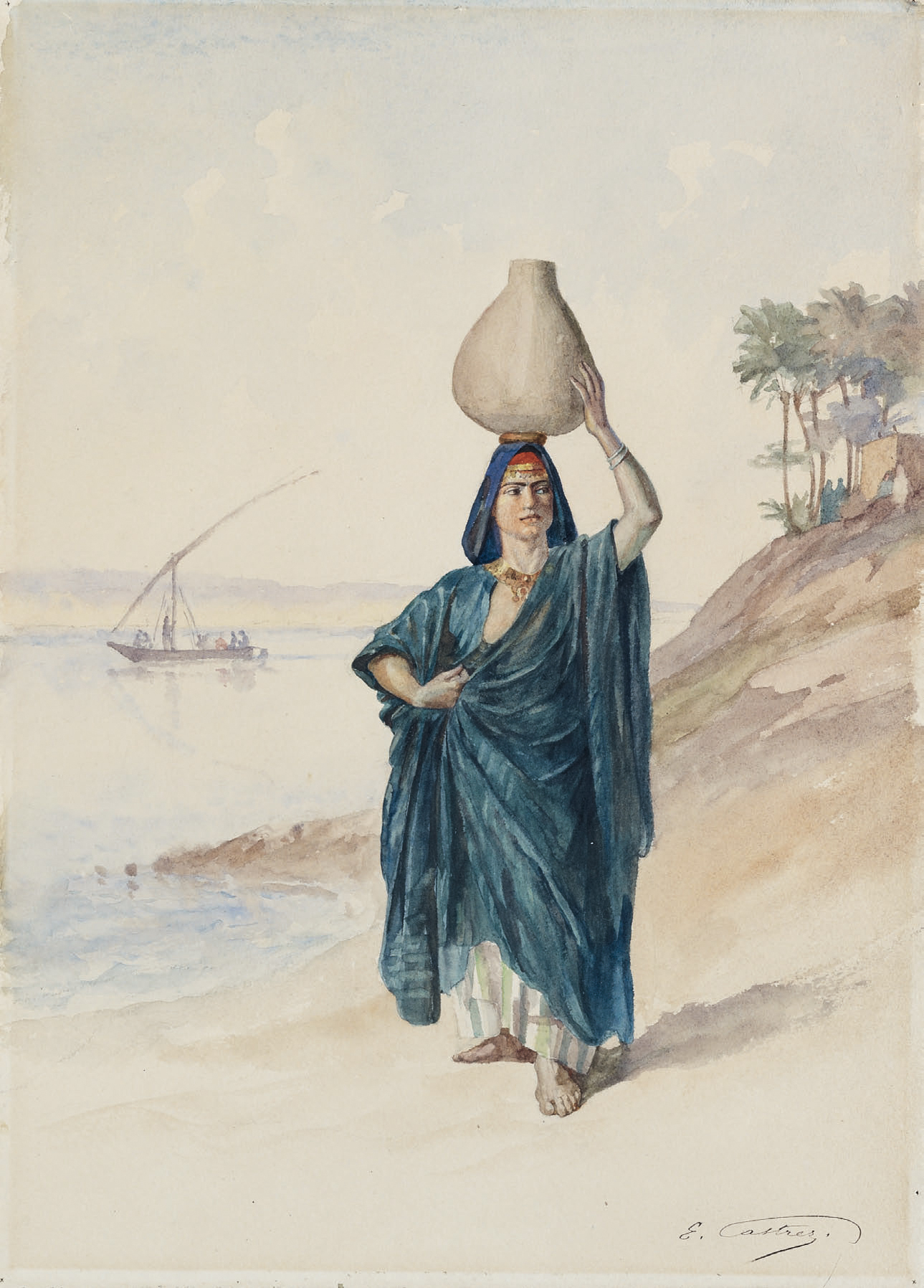
Водоноси на берегах Нілу, поч. 20 ст.
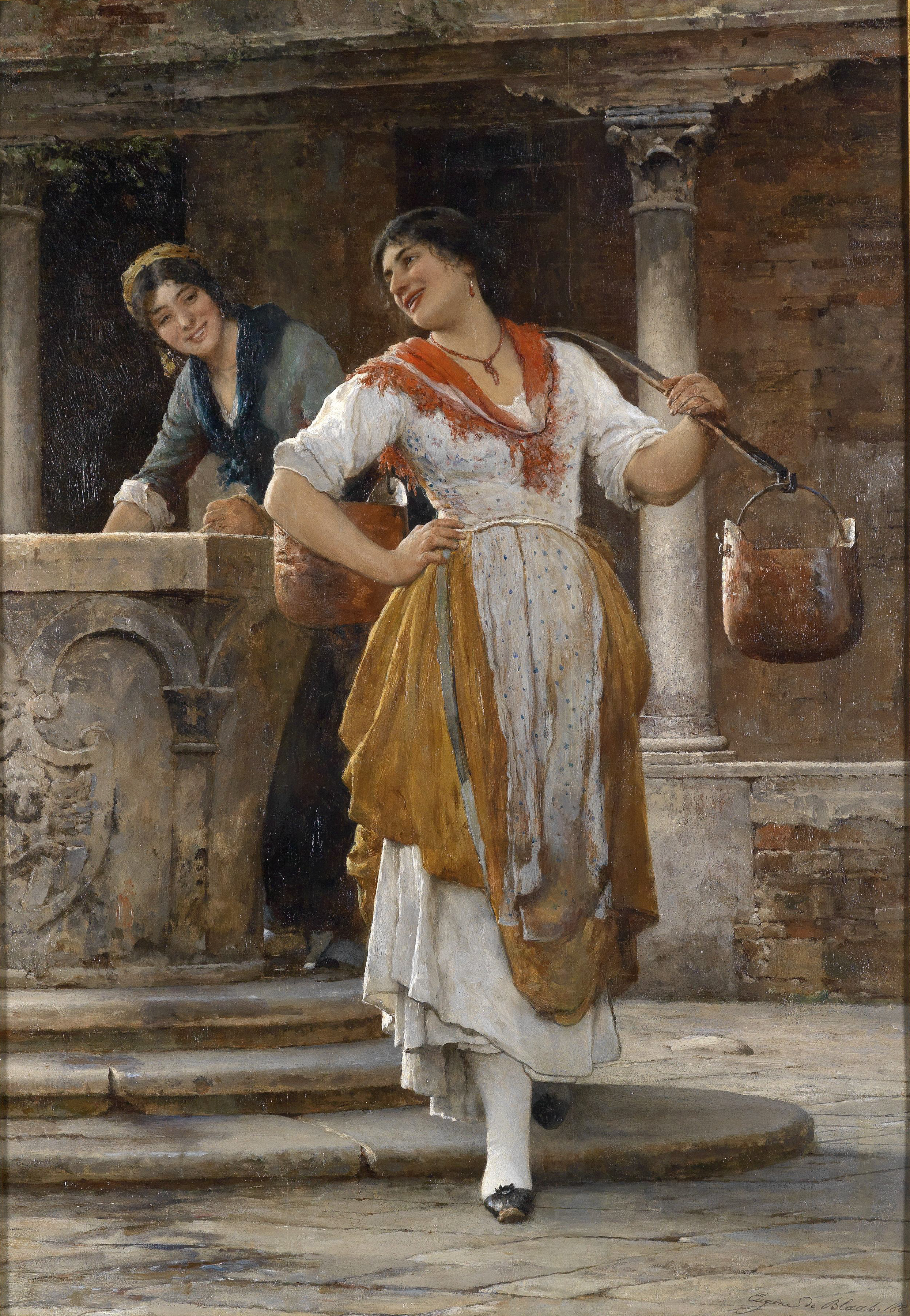
Водонос, Ежен де Блаас (1887)
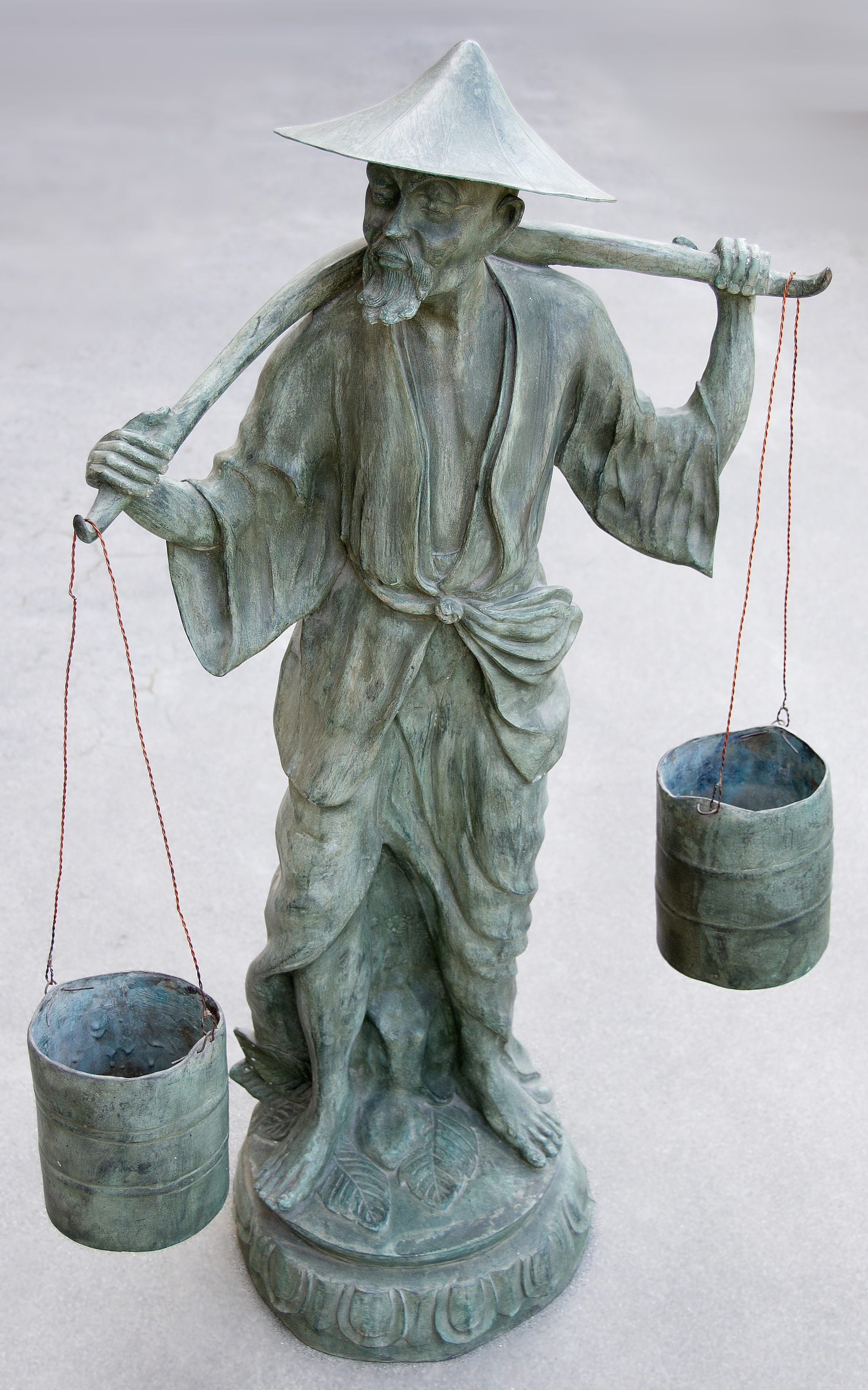
Статуя водоноса з коромислом (йоке), Китай
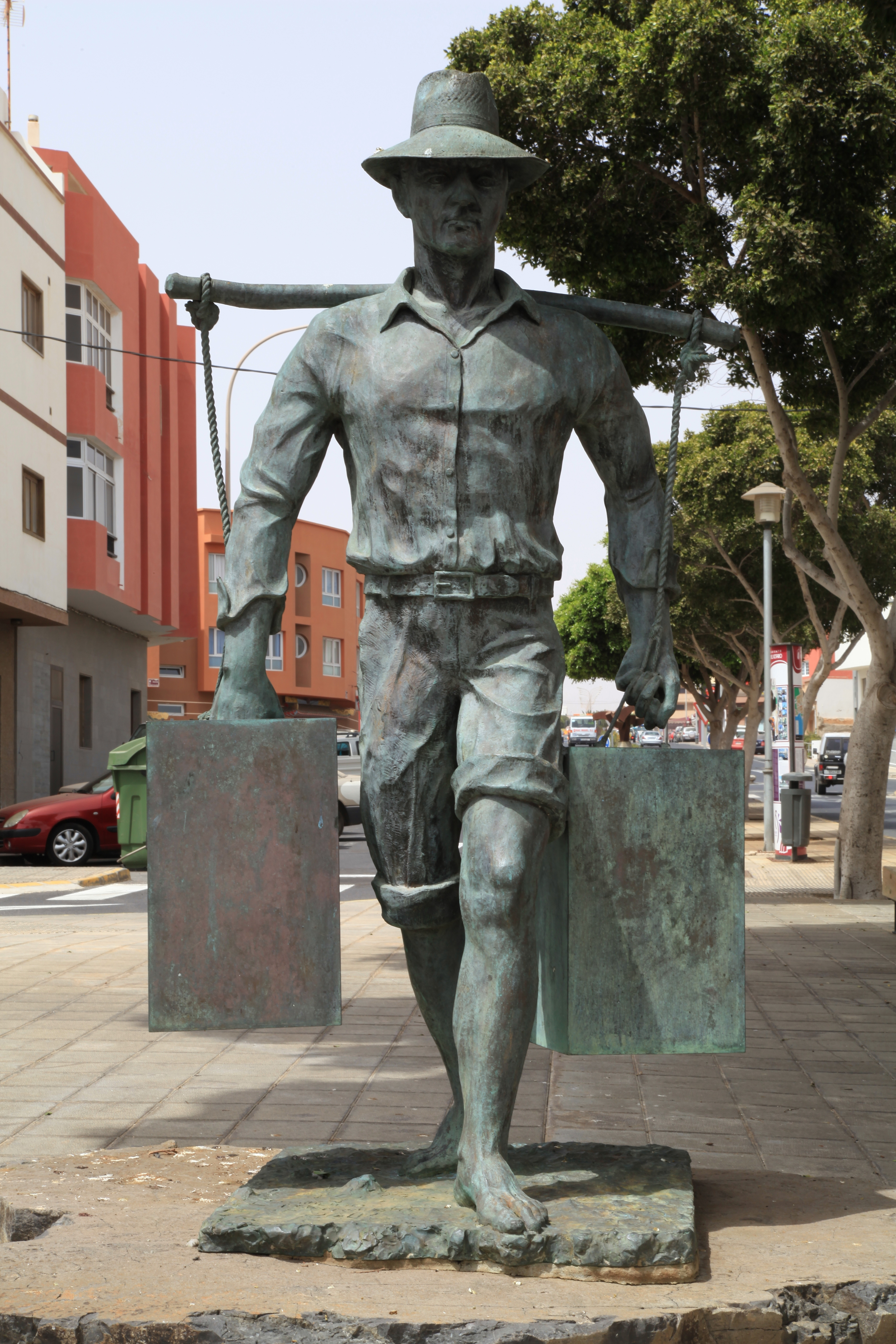
El Aguador (Водонос), Еміліано Ернандес, Канарські острови
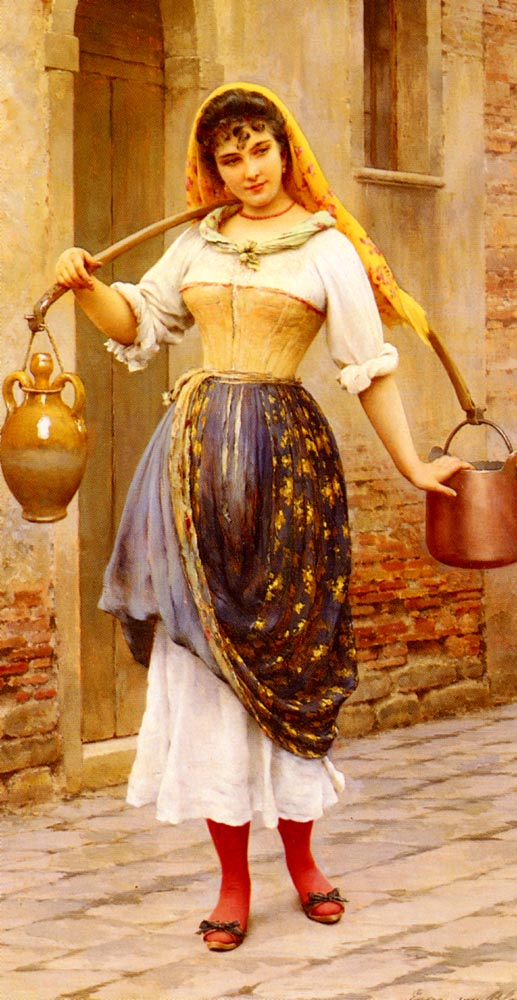
Le Travail, Ежен де Блаас (бл. 1900)